# Hans-Joachim Sommer
Hans-Joachim Sommer (* 30. November 1930) ist ein ehemaliger deutscher Fußballtorwart, der für den Meidericher SV 69 Oberligapartien bestritt.

## Karriere
Sommer spielte beim VfB 03 Bielefeld Fußball, bevor er im Vorfeld der Spielzeit 1956/57 vom in die Oberliga West aufgestiegenen Meidericher SV aus Duisburg verpflichtet wurde. Die Oberliga West stellte im damals noch regional begrenzten Ligensystem die höchste Spielklasse dar. Bereits in seinem ersten Jahr beim MSV konnte er sich gegen den bisherigen Stammtorwart Erwin Pajonk durchsetzen und schaffte mit dem Aufsteiger souverän den Klassenerhalt. 1957/58 belegte der MSV sogar den Tabellenrang vier, was maßgeblich auf die zweitwenigsten Gegentreffer der Liga zurückzuführen war. Im Verlauf dieser Saison hatte sich Sommer während einer Begegnung gegen Borussia Dortmund den Daumen gebrochen, die Partie aufgrund der damals noch nicht gegebenen Möglichkeit von Auswechslungen aber dennoch zu Ende gespielt. Daran anschließend musste er sich zeitweise durch Pajonk vertreten lassen.
Nach drei Jahren als erster Torhüter musste er in der Spielzeit 1959/60 Pajonk den Vortritt lassen und wurde daher nur noch selten aufgeboten. 1960 verabschiedete er sich nach 69 Oberligaeinsätzen in vier Jahren aus Meiderich.